# 藤原清廉
藤原 清廉（ふじわら の きよかど）は、平安時代中期の貴族。官位は従五位下・大蔵大丞。

## 経歴
一条朝の長徳3年（997年）大蔵少丞在職中に円教寺作料により正六位上に叙せられると、のち大蔵大丞に昇任され、寛弘元年（1004年）巡爵により従五位下に叙爵し、大蔵大夫と通称された。
山城国・大和国・伊賀国に亘って多くの所領を有する私営田領主で、「器量ノ徳人」と称される富裕な資産家であった。後一条朝初頭の寛仁2年（1018年）には焼亡した興福寺・円教寺の復興に関する相談を受けている。まもなく77歳で没したことから、生年は早くとも天慶5年（942年）以降とみられる。

## 逸話
『今昔物語集』には別名猫怖大夫（ねこおじのたいふ）と称され、猫嫌いの人物として登場している。そのことに目をつけた大和守の藤原輔公が、私営田からの未納の官物を全納させるべく清廉を一室に閉じ込めて猫で脅して、ようやく官物の納付を約束させたという逸話がある。